# Котоджа
Котоджа — река в России, протекает в Томской области. Устье реки находится в 57 км по левому берегу реки Лисица. Длина реки составляет 99 км, площадь водосборного бассейна — 768 км².

## Притоки
- 29 км: Лягушка
- 65 км: Выдра
- Глубокий
- Луговой

## Данные водного реестра
По данным государственного водного реестра России относится к Верхнеобскому бассейновому округу, водохозяйственный участок реки — Кеть, речной подбассейн реки — бассейн притоков (Верхней) Оби от Чулыма до Кети. Речной бассейн реки — (Верхняя) Обь до впадения Иртыша.